# Wilson Choperena
Wilson Choperena (Plato, Magdalena, 25 de diciembre de 1923-Bogotá, 6 de diciembre de 2011) fue un compositor y cantante colombiano de música costeña, autor de la letra de la famosa cumbia La pollera colorá.
Desde joven incursionó en el canto y la composición. En 1956 se unió al director de orquesta Pedro Salcedo como cantante de planta, alcanzando éxitos en diferentes ciudades del país.
En 1961 se traslada a Barranquilla con la orquesta de Salcedo y graba con Discos Tropical el famoso éxito La pollera colorá, del cual fue autor de la letra (la música es del clarinetista Juan Madera), tema que le dio la vuelta al mundo y que también grabaron agrupaciones como el Cuarteto Imperial, Los Melódicos, El Mariachi de Román Palomar, la Sonora Ponceña, Pacheco y Fajardo, entre otras.
En mayo de 2010, la justicia colombiana resolvió en su contra una demanda donde Juan Madera, compositor de la música de la La pollera colorá reclamaba la autoría de la canción.
Choperena sufría del mal de Parkinson y murió de muerte natural en la Clínica Juan N. Corpas de Bogotá el 6 de diciembre de 2011.